# Carlo Alberto Guidobono Cavalchini
Carlo Alberto Guidobono Cavalchini (26 de julho de 1683 - 7 de março de 1774) foi um cardeal saboiano da Igreja Católica, Datário de Sua Santidade e decano do Colégio dos Cardeais.

## Biografia
Filho de Pietro Antonio Guidobono Cavalchini, barão do Sacro Império Romano-Germânico e de Lucrezia Passalacqua. Era tio-avô do também cardeal Francesco Guidobono Cavalchini.
Iniciou seus estudos em casa, mais tarde, frequentou a escola jesuíta em Tortona, em seguida, ele estudou na Universidade de Pavia, onde obteve o doutorado utroque iure,  em direito canônico e direito civil, em 24 de julho de 1702. Seu pai o enviou a Roma para aperfeiçoar sua formação jurídica com os advogados mais conceituados da época.
Devido à sua fama como advogado, ele foi admitido no Colégio dos defensores de Milão e foi-lhe concedida a cidadania em 1702. O Senado Milanês designou-o advogado consistorial para aquela cidade, em julho de 1716. Eleitor do Tribunal da Assinatura Apostólica de Justiça e referendário dos Tribunais da Assinatura Apostólica da Justiça e da Graça, em 15 de setembro de 1724.

## Vida religiosa
Foi ordenado padre em 24 de fevereiro de 1727. Eleito arcebispo titular de Philippi em 10 de maio de 1728, foi consagrado em 6 de junho, na Basílica Patriarcal Vaticana, em Roma, pelo Papa Bento XIII, assistido por Giuseppe Maria Feroni, arcebispo titular de Damasco, e por Bernardo Pizzella, bispo titular de Constantina. Promotor da Fé em 19 de maio de 1728.
Criado cardeal no Consistório de 9 de setembro de 1743, pelo Papa Bento XIV, recebeu o barrete cardinalício em 12 de setembro e o título de Santa Maria da Paz em 23 de setembro. Prefeito da Sagrada Congregação dos Bispos e Regulares, em 2 de março de 1748, permanecendo no cargo até 24 de junho de 1752. Foi nomeado protetor da Ordem dos monges Celestinos, em novembro de 1752 e dos Frades Capuchinhos em março de 1753.
No Conclave de 1758, o rei Luís XV da França apresentou o jus exclusivae, por meio do cardeal Paul d'Albert de Luynes, ao cardeal Guidobono Cavalchini, quando este estava a apenas um voto de ser eleito Papa. Segundo algumas fontes, no entanto, durante o conclave, Guidobono Cavalchini teria sido eleito, mas depois foi forçado a demitir-se pelo veto francês. Esse veto foi motivado pela sua atitude em relação à promoção de Roberto Belarmino e nas questões relacionadas com a bula papal anti-jansenista Unigenitus. A exclusão provocou fortes protestos, mas Cavalchini mesmo disse: "É uma prova evidente de que Deus me considera indigno de preencher as funções de seu vigário na Terra".
Nomeado Datário de Sua Santidade, em 15 de julho de 1758, cargo que ocupou até sua morte. Passa para a ordem dos cardeais-bispos e assume a sé suburbicária de Albano em 12 de fevereiro de 1759. Em 16 de maio de 1763, assume a suburbicária de Ostia–Velletri, sé do decano do Sacro Colégio dos Cardeais. Ele visitou a diocese, erradicou os abusos, restaurou a disciplina eclesiástica, trabalhou para o bem público e foi generoso com os pobres.
Morreu em 7 de março de 1774, em Roma, com catarro, febre alta e devido à avançada idade. Foi velado na basílica de Ss. XII Apostoli, em Roma, onde o funeral ocorreu com a participação do papa e do Sacro Colégio dos Cardeais. Na ocasião, o Papa concedeu a absolvição final e foi enterrado, temporariamente, na mesma Basílica. Mais tarde, seus restos mortais foram transferidos para Tortona.

## Conclaves
- Conclave de 1758 - participou da eleição do Papa Clemente XIII[2]
- Conclave de 1769 - participou como deão da eleição do Papa Clemente XIV[2]